# Itō Miku
Itō Miku (Nhật: 伊藤 美来 (Y-Đằng Mỹ-Lai) , sinh ngày 12 tháng 10 năm 1996) là nữ diễn viên lồng tiếng và ca sĩ người Nhật được đại diện bởi Style Cube. Cô nổi tiếng với các vai lồng tiếng như Usami Nanako trong Locodol, Tsurumaki Kokoro trong BanG Dream! và Nakano Miku trong Gotōbun no Hanayome. Cô là cựu thành viên của StylipS, một nhóm nhạc pop thần tượng được thành lập từ năm 2013.

## Vai lồng tiếng

### Anime truyền hình
| Năm  | Tựa đề                                                                                   | Vai lồng tiếng               |
| ---- | ---------------------------------------------------------------------------------------- | ---------------------------- |
| 2013 | Kitakubu Katsudō Kiroku                                                                  | Akabane Shieru               |
| 2013 | Suisei no Gargantia                                                                      | Dancer                       |
| 2013 | Sekai de Ichiban Tsuyoku Naritai!                                                        | Mochizuki Yuho               |
| 2014 | Black Bullet                                                                             | Mai                          |
| 2014 | Locodol                                                                                  | Usami Nanako                 |
| 2014 | Mangaka-san to Assistant-san to                                                          | Sahoto Suino                 |
| 2015 | Ani Tore! EX                                                                             | Hoshi Asami                  |
| 2015 | Million Doll                                                                             | Mariko                       |
| 2015 | Re-Kan!                                                                                  | Inoue Narumi, bà Inoue       |
| 2015 | Yurikuma Arashi                                                                          | Katyusha Akae                |
| 2016 | Anitore! XX                                                                              | Hoshi Asami                  |
| 2016 | Handa-kun                                                                                | Mori Maiko                   |
| 2016 | Mahou Shoujo Nante Mouiidesukara                                                         | Shinogi Mafuyu, Girl C       |
| 2017 | Action Heroine Cheer Fruits                                                              | Akagi Ann                    |
| 2017 | Armed Girl's Machiavellism                                                               | Nono Mozunono                |
| 2017 | Chain Chronicle ~Light of Haecceitas~                                                    | Lilith                       |
| 2018 | BanG Dream! GARUPA☆PICO                                                                  | Tsurumaki Kokoro             |
| 2018 | Sword Art Online Alicization                                                             | Frenika                      |
| 2018 | Công việc của Long Vương!                                                                | Oga Sasari                   |
| 2019 | BanG Dream! (mùa 2)                                                                      | Tsurumaki Kokoro             |
| 2019 | Ueno-san wa Bukiyō                                                                       | Yomogi Tanaka                |
| 2019 | Hulaing Babies                                                                           | Miku                         |
| 2019 | Goutobun no Hanayome                                                                     | Nakano Miku                  |
| 2020 | Adachi to Shimamura                                                                      | Shimamura Hougetsu           |
| 2020 | Assault Lily Bouquet                                                                     | Hitotsuyanagi Yuri           |
| 2020 | BanG Dream! (mùa 3)                                                                      | Tsurumaki Kokoro             |
| 2020 | BanG Dream! GARUPA☆PICO ~Ohmori~                                                         | Tsurumaki Kokoro             |
| 2020 | Gleipnir                                                                                 | Mifune Nana                  |
| 2020 | Hulaing Babies☆Petit                                                                     | Miku                         |
| 2020 | Nekopara                                                                                 | Maple                        |
| 2020 | Princess Connect! Re:Dive                                                                | Kokkoro/Natsume Kokoro       |
| 2020 | Majutsushi Orphen                                                                        | Fiena                        |
| 2021 | Sentōin, haken-shimasu!                                                                  | Russell                      |
| 2021 | Isekai Maō to Shōkan Shōjo no Dorei Majutsu Ω                                            | Lumachina Weselia            |
| 2021 | Diệt Slime suốt 300 năm, tôi level MAX lúc nào chẳng hay                                 | Fatla                        |
| 2021 | PuraOre: Pride of Orange                                                                 | Iihara Yuka                  |
| 2021 | Tatoeba Rasuto Danjon Mae no Mura no Shōnen ga Joban no Machi de Kurasu Yō na Monogatari | Phyllo                       |
| 2021 | Cát trắng Aquatope                                                                       | Misakino Kukuru              |
| 2021 | Goutobun no Hanayome ∬                                                                   | Nakano Miku                  |
| 2021 | takt op. Destiny                                                                         | Titan                        |
| 2021 | Yūki Yūna wa Yūsha de Aru Churutto!                                                      | Renka Miroku                 |
| 2021 | BanG Dream! GARUPA☆PICO Fever!                                                           | Tsurumaki Kokoro             |
| 2022 | Akebi-chan no Sailor-fuku                                                                | Kamimoku Neko                |
| 2022 | Ái Tình Flops                                                                            | Izumizawa Aoi                |
| 2023 | Isekai Shōkan wa Nidome Desu                                                             | Alize                        |
| 2023 | Kubo-san wa Mob o Yurusanai                                                              | Kubo Akina                   |
| 2023 | Masamune-kun no Revenge R                                                                | Muriel Besson                |
| 2023 | Spy Kyoushitsu                                                                           | Grete                        |
| 2024 | Seiyū Radio no Ura Omote                                                                 | Utatane Yasumi / Satō Yumiko |

### Phim anime chiếu rạp
- The iDOLM@STER Movie: Kagayaki no Mukougawa e! (2014) – Yuriko Nanao
- Mazinger Z: Infinity (2018) – Mazin Girl[29]
- BanG Dream! FILM LIVE (2019), BanG Dream! FILM LIVE 2nd Stage (2021) – Tsurumaki Kokoro[30][31]
- Goutobun no Hanayome (2022) – Nakano Miku[32]

### OVA
- Locodol (2014–2016, 3 OVA) – Usami Nanako[33][34][35]
- Fragtime (2019) – Moritani Misuzu[36]

### Tokusatsu
- Kamen Rider Zero-One the Movie: Real×Time - Announcer Humagear[37]
- Kamen Rider Revice - Lovekov

### Trò chơi điện tử
| Năm  | Tên                                                            | Vai lồng tiếng                                            |
| ---- | -------------------------------------------------------------- | --------------------------------------------------------- |
| 2013 | The Idolmaster Million Live!                                   | Yuriko Nanao                                              |
| 2013 | Girl Friend Beta                                               | Asami Kei                                                 |
| 2014 | Mikomori                                                       | Tsukino Yukari                                            |
| 2015 | Kaden Shojo                                                    | Kozue, Shizuku, Chino, Madoka                             |
| 2015 | Quiz RPG: The World of Mystic Wiz                              | Kotobuki Tomi                                             |
| 2015 | Xuccess Heaven                                                 | Suzu                                                      |
| 2015 | White Cat Project                                              | Chocolat                                                  |
| 2015 | Shingun Destroy!                                               | Yuriko Nanao                                              |
| 2015 | Schoolgirl Strikers                                            | Wakatsuki Chika                                           |
| 2015 | Nekosaba                                                       | Niyaito Kaito, Blau                                       |
| 2015 | Yome Collection                                                | Inoue Narumi                                              |
| 2016 | Alternative Girls                                              | Asahina Nono                                              |
| 2016 | Shooting Girls                                                 | Sakaki Kiriko                                             |
| 2016 | Friends of Leirya                                              | Kaitō nyaito                                              |
| 2016 | Rikku☆Jiasu                                                    | Kanazawa Karin, Oomiya Hino, Itazuma Kino, 155mm howitzer |
| 2017 | Lala Maji: Honha Lara MAGIC                                    | Sakura Minami                                             |
| 2017 | BanG Dream! Girls Band Party!                                  | Tsurumaki Kokoro                                          |
| 2017 | Endrid X fragments                                             | Lieber                                                    |
| 2017 | The Idolmaster Million Live! Theater Days                      | Yuriko Nanao                                              |
| 2017 | Unmanned War 2099                                              | Wang Ming Ling                                            |
| 2017 | Mon Musume ☆ is Reimu                                          | Amaterasu                                                 |
| 2018 | Princess Connect! Re:Dive                                      | Kokkoro                                                   |
| 2019 | Granblue Fantasy                                               | Kolulu                                                    |
| 2019 | Gunvolt Chronicles: Luminous Avenger Ix                        | Isora                                                     |
| 2019 | Girls' Frontline                                               | HS2000                                                    |
| 2020 | Criminal Girls X                                               | Usagi                                                     |
| 2020 | AFK Arena                                                      | Isabelle                                                  |
| 2020 | Dragalia Lost                                                  | Mitsuba                                                   |
| 2020 | Dragon Raja                                                    | Erii Uesugi                                               |
| 2020 | Gotōbun no Hanayome Itsutsugo-chan wa Puzzle o Gotōbun Dekinai | Nakano Miku                                               |
| 2021 | Kuro no Kiseki                                                 | Agnes Claudel                                             |
| 2021 | THE iDOLM@STER POPLINKS                                        | Nanao Yuriko                                              |
| 2021 | Toaru Majutsu no Index: Imaginary Fest                         | Fran Karasuma                                             |
| 2021 | Gotoubun no Hanayome ∬: Natsu no Omoide mo Gotoubun            | Nakano Miku                                               |
| 2021 | Alice Gear Aegis                                               | Kasugaoka Moe                                             |
| 2022 | Ojisama to Neko Super Miracle Puzzle                           | Marine                                                    |

### CD drama
2013
- Kono danshi, akunin to yoba remasu. – Akane[65]
- Nami Eleanorima Drama CD Vol. 3 "Unrequited love" – Haruna Kosaka

2014
- PERFECT IDOL THE MOVIE – Nanao Yuriko
- Locodol – Usami Nanako[66]

2015
- The Idolmaster Million Live! – Nanao Yuriko

## Đĩa nhạc

### Đĩa đơn
| Năm  | Tên                                                    | Số catalog                      | Số catalog         | Xếp hạng Oricon cao nhất | Album                 |
| Năm  | Tên                                                    | Phiên bản thường                | Phiên bản giới hạn | Xếp hạng Oricon cao nhất | Album                 |
| ---- | ------------------------------------------------------ | ------------------------------- | ------------------ | ------------------------ | --------------------- |
| 2016 | "Awa to Berbene" ("泡とベルベーヌ")                    | COZC-1238/9                     | COCC-17228         | 20                       | "Suisai 〜aquaveil〜" |
| 2017 | "Shocking Blue"                                        | COZC-1316/7                     | COCC-17260         | 20                       | "Suisai 〜aquaveil〜" |
| 2018 | "Mamoritai Mono no Tame ni" ("守りたいもののために")   | COZC-1418/9                     | COCC-17422         | 26                       | PopSkip               |
| 2018 | "Koi wa Movie" ("恋はMovie")                           | COZC-1464/5 (A) COZC-1466/7 (B) | COCC-17475         | 21                       | PopSkip               |
| 2019 | "Hirameki Heartbeat" ("閃きハートビート")              | COZC-1497/8                     | COCC-17542         | 15                       | PopSkip               |
| 2020 | "Plunderer"                                            | COZC-1615/6                     | COCC-17734         | 19                       | Rhythmic Flavor       |
| 2020 | "Kokou no Hikari Lonely dark" ("孤高の光 Lonely dark") | COZC-1659/60                    | COCC-17769         | 7                        | Rhythmic Flavor       |
| 2021 | "No.6"                                                 | COZC-1743/4                     | COCC-17871         | 17                       |                       |
| 2021 | "Pasta" (パスタ)                                       | COZC-1852/3                     | COCC-17947         | 19                       |                       |
| 2022 | "Ao 100-shoku" (青100色)                               | COZC-1881/2                     | COCC-17970         | 12                       |                       |

### Album
| Năm  | Tên                                         | Số catalog       | Số catalog         | Xếp hạng Oricon cao nhất |
| Năm  | Tên                                         | Phiên bản thường | Phiên bản giới hạn | Xếp hạng Oricon cao nhất |
| ---- | ------------------------------------------- | ---------------- | ------------------ | ------------------------ |
| 2017 | "Suisai 〜aquaveil〜" ("水彩 〜aquaveil〜") | COZX-1375/6      | COCX-40114         | 23                       |
| 2019 | PopSkip                                     | COZX-1545/6      | COCX-40809         | 12                       |
| 2020 | Rhythmic Flavor                             | COZX-1700/1      | COCX-41351         | 39                       |
| 2023 | This One's for You                          | COZX-1968/9      | COCX-41948         |                          |